# デメトリオス1世 (バクトリア王)
デメトリオス1世（ギリシャ語：ΔΗΜΗΤΡΙΟΣ Α΄, ? - 紀元前180年頃）は、第4代グレコ・バクトリア王国の国王。エウテュデモス1世の子。西北インドに侵入してグレコ・バクトリア王国の最盛期を築いた。

## 生涯
父のエウテュデモス1世の時代、グレコ・バクトリア王国はセレウコス朝のアンティオコス3世（在位：紀元前223年 - 紀元前187年）による侵攻を受けた。しかし、エウテュデモス1世は2年間の籠城戦に耐え、遂に両者は和平交渉に至る。この時、王子であったデメトリオスはアンティオコス3世の娘と婚約をしている。
父の死後、王位を継承したデメトリオス1世はヒンドゥークシュ山脈を越えてインド征伐に乗り出す。デメトリオス1世はまず南のアリアネ地方を制圧し、そこに住むアリオイ，ドランガイ，エウエルゲタイ，アラコトイ，パロパミサダイなどの諸族を支配下においたと思われる。その頃の様子をストラボンは次のように記している。
こうしてアラビア海にまで達したデメトリオス1世はいよいよインドに進出し、ガンダーラ地方を制圧した。時に、インドではマウリヤ朝が将軍プシャミトラ・シュンガによって滅ぼされ、混乱時期にあったため、西北インド制圧はそれほど困難なものではなかったと思われる。この西北インド征服を祝してか、デメトリオス1世のコインには象の頭をかたどった兜をかぶった肖像が彫られており、銘文にはギリシャ文字のものと、インドのカローシュティー文字のものが併用されている。
デメトリオス1世はこの後間もなく亡くなったと思われ、弟のアンティマコス1世が後を継いでいる。

## 子女
- デメトリオス2世 - インド・グリーク王（在位：紀元前180年 - 紀元前165年）
- アガトクレス - インド・グリーク王（在位：紀元前180年 - 紀元前165年）
- パンタレオン - インド・グリーク王（在位：紀元前185年 - 紀元前175年）

## デメトリオス1世のコイン

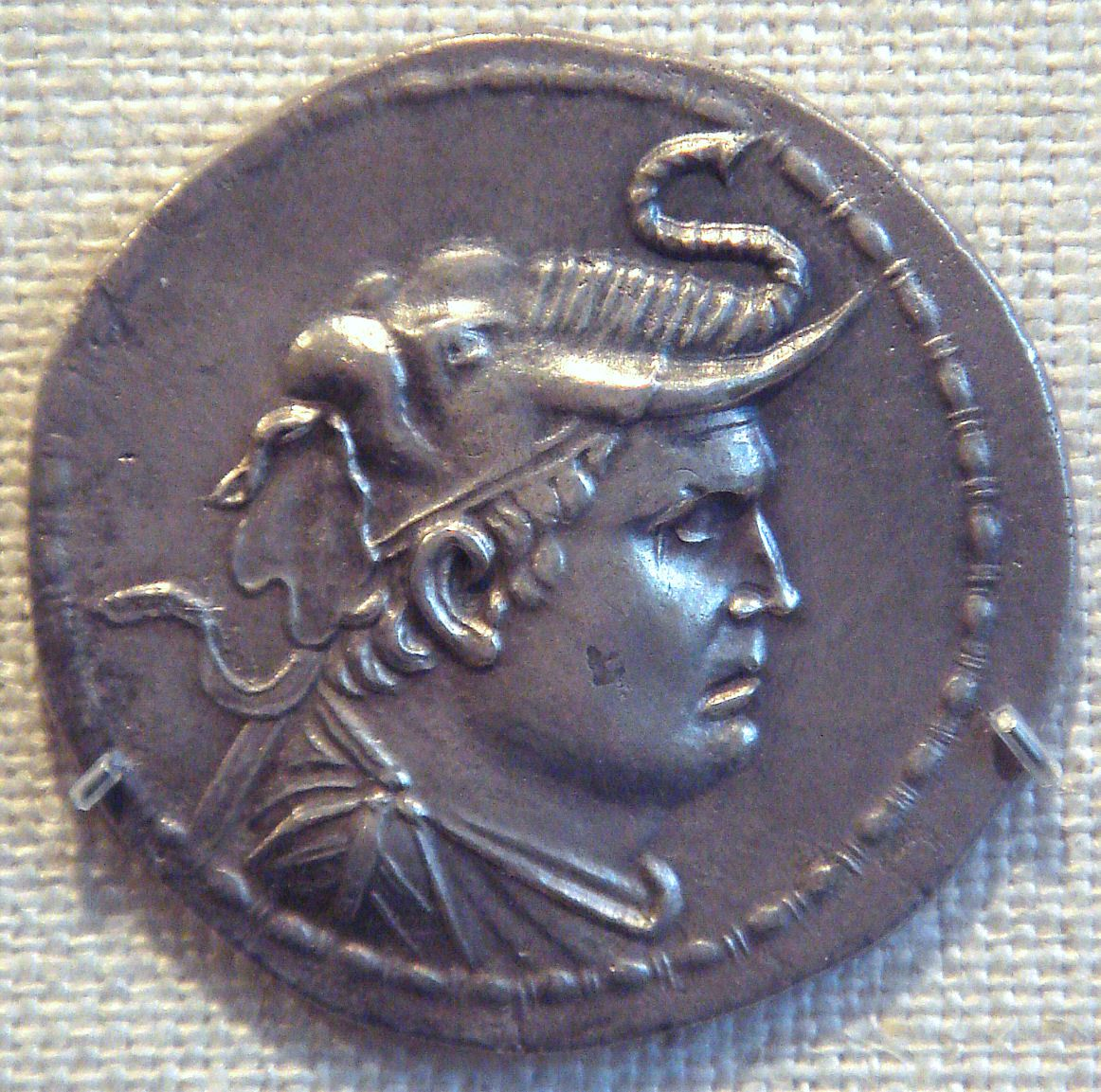
デメトリオス1世のコイン。インド征服のシンボルとして象の頭皮をかぶっている。
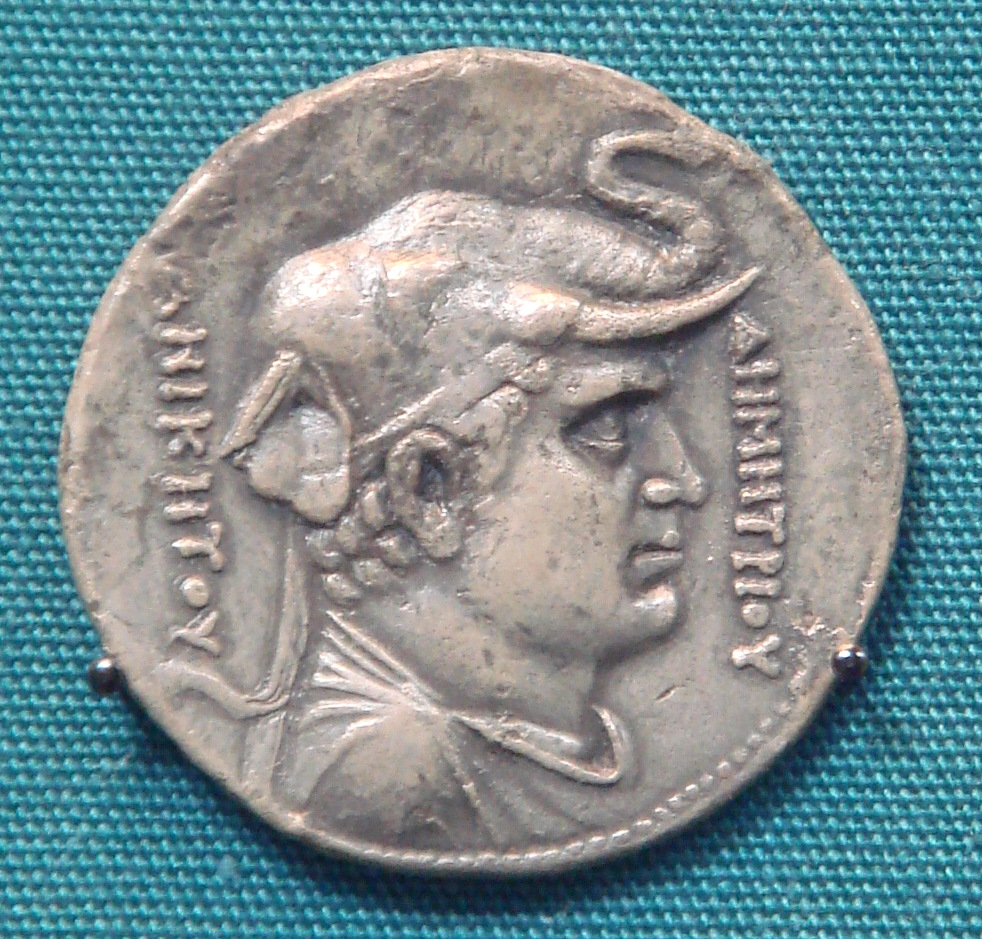
アガトクレスによって鋳造されたデメトリオス1世のコイン。銘文には“ANIKETOS”とある。
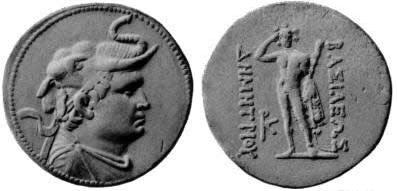
デメトリオス1世のコイン。表面はデメトリオス1世の横顔。裏面はヘラクレスの立像。
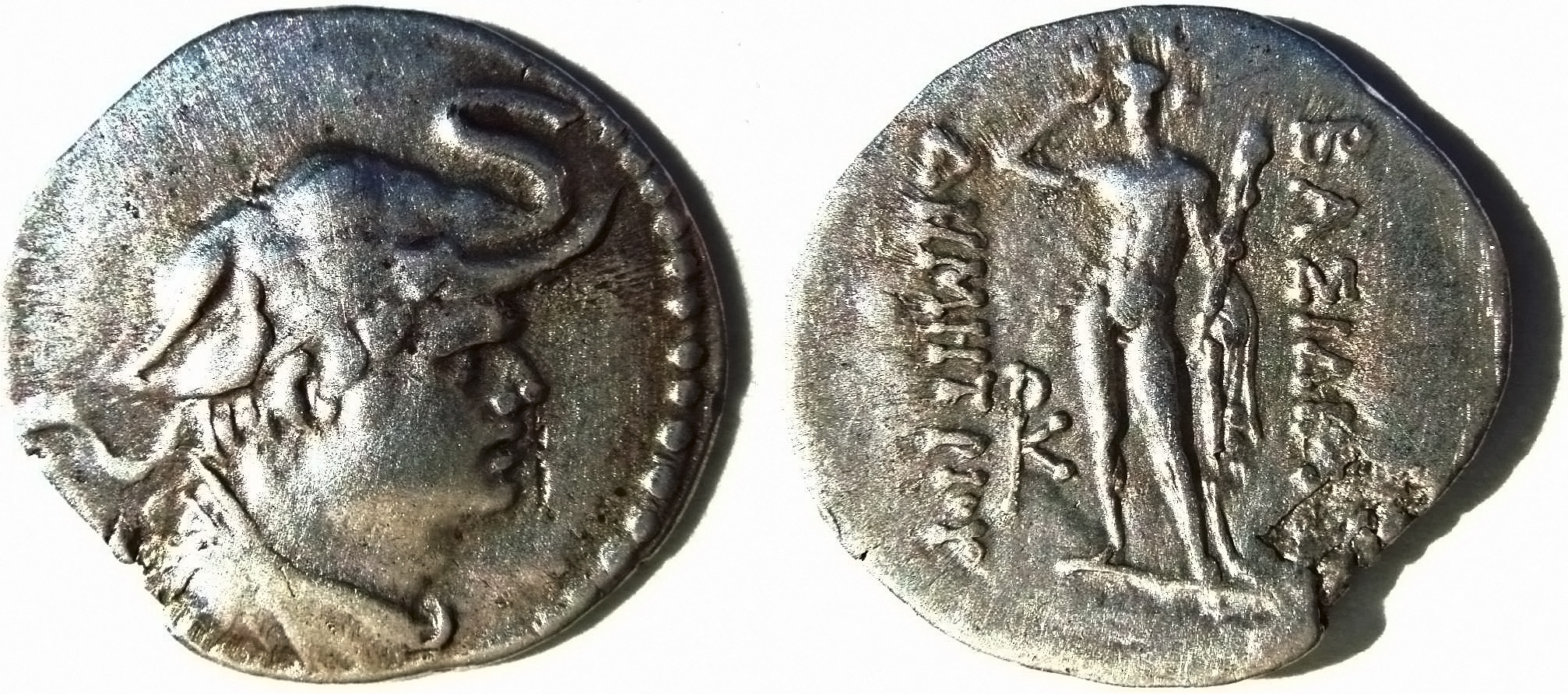
デメトリオス1世のオボルス銀貨。サイズは極端に小さく、12 mm。

## 参考資料
- ストラボン（訳：飯尾都人）『ギリシア・ローマ世界地誌Ⅱ』（龍溪書舎、1994年、ISBN 4844783777）
- 護雅夫・岡田英弘『民族の世界史4 中央ユーラシアの世界』（山川出版社、1996年 ISBN 4634440407）